# Wellington, Colorado
Wellington är en stad (town) i Larimer County, i delstaten Colorado, USA. Enligt United States Census Bureau har staden en folkmängd på 6 416 invånare (2011) och en landarea på 8,7 km².